# Ružić
Ružić je općina u Hrvatskoj. Nalazi se u Šibensko-kninskoj županiji. Upravno sjedište Općine je naselje Gradac.

## Zemljopis
Teritorij općine Ružić uključuje zapadne obronke Svilaje, istočni dio Petrova polja te istočne obronke Moseća. Uključuje naselja: Čavoglave, Kljake, Mirlović polje, Umljanović, Moseć, Baljke, Ružić, Gradac i Otavice.
Navedena naselja su smještena uz rub polja, a sredninom protječe rijeka Čikola.

## Stanovništvo
| broj stanovnika | 4338  | 4236  | 4077  | 4256  | 4912  | 5131  | 5039  | 5453  | 5548  | 5643  | 5560  | 5551  | 4503  | 3355  | 1775  | 1591  | 1283  |
|                 | 1857. | 1869. | 1880. | 1890. | 1900. | 1910. | 1921. | 1931. | 1948. | 1953. | 1961. | 1971. | 1981. | 1991. | 2001. | 2011. | 2021. |

| broj stanovnika | 391   | 491   | 441   | 373   | 497   | 466   | 461   | 474   | 497   | 611   | 631   | 619   | 493   | 463   | 250   | 266   | 228   |
|                 | 1857. | 1869. | 1880. | 1890. | 1900. | 1910. | 1921. | 1931. | 1948. | 1953. | 1961. | 1971. | 1981. | 1991. | 2001. | 2011. | 2021. |

## Povijest
Područje je nastanjeno od davnih vremena. Prvi poznati tragovi vode u nekoliko stoljeća prije Krista kada je bilo nekoliko naselja Ilira. Iz doba rimskog carstva poznato je naselje Municipium Magnum (područje današnjih Umljanovića), rimska cesta Salona - Promona, vojni tabor VII legije na rubnom području Otavica i Kadine Glavice. Poznati su i ranokrćanski lokaliteti uz rijeku Čikolu.

## Poznate osobe
- Ivan Meštrović
- Marko Perković Thompson[nedostaje izvor]
- Ecija Ojdanić[nedostaje izvor]

## Spomenici i znamenitosti
Crkva Presvetog Otkupitelja - Mauzolej Ivana Meštrovića

## Kultura
- Etno udruga "Petrovo Polje"
- KUD Sveti Ilija Kljaci
- KUD Naši korijeni Kljake

## Šport
U Općini Ružić egzistira i djeluje MNK "Čikola Ružić" koji je pred registracijom i sudjelovanjem u nižim hrvatskim malonogometnim ligama. U ožujku svake godine započinje malonogometna liga "Čikola" koja okuplja predstavnike svih petropoljskih sela. Za ekipe pojedinih sela mogu nastupati mladići koji žive tamo, ali i čiji roditelji potječu iz petropoljskih sela.

## Vanjske poveznice
- Službeno mrežno mjesto Općine Ružić

|  | Portal Hrvatske: pristup člancima s tematikom o Hrvatskoj |